# Väddordningen
Väddordningen (Dipsacales) är en ordning i undergruppen euasterider II av trikolpaterna. 
I nyare klassificeringssystem ingår följande familjer i ordningen:
- Desmeknoppsväxter (Adoxaceae)
- Getrisväxter (Diervillaceae)
- Kaprifolväxter (Caprifoliaceae)
- Linneaväxter (Linnaeaceae)
- Morinaväxter (Morinaceae)
- Väddväxter (Dipsacaceae)
- Vänderotsväxter (Valerianaceae)

Alternativt kan alla familjer utom desmeknoppsväxterna ingå i kaprifolväxterna och då finns endast två familjer i Dipsacales.
I det äldre Cronquistsystemet ingick morinaväxterna i väddväxterna samt att linneaväxterna och getrisväxterna ingick i kaprifolväxterna. Dessutom fanns två släkten i kaprifolväxterna som nu flyttats till desmeknoppsväxterna.
Det finns fyra familjer som inte är placerade i någon ordning, men som hör till euasterider II. Dessa är Desfontainiaceae, Polyosmotaceae, Paracryphiaceae och Sphenostemonaceae. Det kan vara så att de släktmässigt är nära Dipsacales.